# 아이리버 H300 시리즈
아이리버 H300 시리즈는 아이리버가 개발한 휴대용 오디오 플레이어 시리즈로, 아이리버 H320 및 H340 모델로 구성된다. 이들은 2004년 9월 22일 처음 발표되었으며 아이리버 H100 시리즈를 대체했다. 각 모델은 음악 재생, 디지털 카메라 및 UMS 호환 장치(국제 버전의 플래시 드라이브 등)에서 직접 사진 전송, 컬러 화면에 디지털 이미지 표시가 가능하다. 미국에서 H320은 초기 소매가가 329달러였고 H340은 429달러였다.

## 특징
아이리버 H300 장치는 광고된 16시간 재생 시간과 함께 MP3, Ogg, WMA, ASF 및 WAV 인코딩 오디오 파일을 지원하며, 20개의 사전 설정 메모리가 있는 FM 라디오 기능도 있다. 또한 내부 또는 외부 마이크, 또는 라인인을 통해 음성 및 FM 라디오를 MP3 형식으로 녹음할 수 있다.
이 장치는 JPEG 및 BMP 사진뿐만 아니라 TXT 파일도 볼 수 있도록 지원한다.
펌웨어 v1.2부터 이 장치는 Xvid (AVI) 인코딩으로 초당 10 또는 15프레임으로 동영상을 재생할 수 있다.

## 하드웨어
두 가지 모델이 있다:
- 아이리버 H320

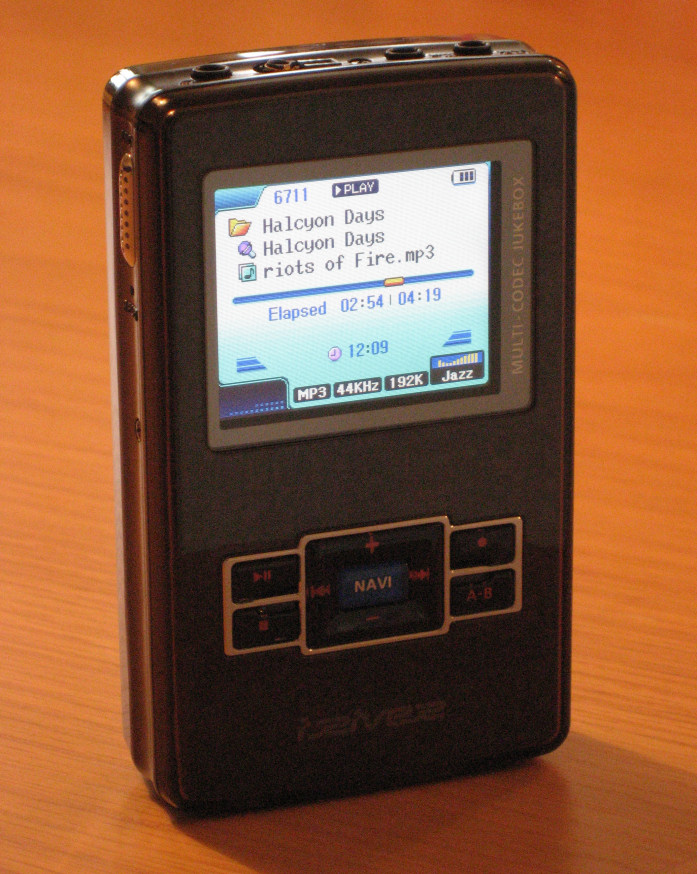
아이리버 H340

  - Toshiba MK2004GAL[4] 20 GB 1.8인치 하드 디스크, 두께 5mm
  - 크기는 약 62x103x22 mm (너비 x 높이 x 깊이)
  - 무게는 약 183 g
- 아이리버 H340
  - Toshiba MK4004GAH[5] 40 GB 1.8인치 하드 디스크, 두께 8mm
  - 크기는 약 62x103x25 mm
  - 무게는 약 203 g

각 모델에는 두 가지 하드웨어 유형이 있다. 이러한 하드웨어 유형은 주로 판매 지역에 따라 불린다. 주로 북아메리카에서 판매되는 미국 모델은 DRM 키가 내장되어 있어 Microsoft DRM이 적용된 음악을 재생할 수 있다. 북아메리카를 제외한 모든 곳에서 판매되는 국제 모델은 DRM 제한 콘텐츠를 처리하지 않으며 HOST 포트가 배터리에 연결되어 있어 USB OTG를 사용할 수 있다. 국제 모델은 제한된 Xvid (10프레임/초) 동영상 재생도 지원한다.
북아메리카 모델은 작은 내부 납땜 작업, 외부 개조 케이블 또는 USB 전송 상자를 통해 USB OTG를 지원하도록 개조할 수 있다. 국제 펌웨어도 필요하다.

## 펌웨어
H300용으로 4가지 다른 펌웨어 버전이 있다.
- 유럽 - FM 라디오 튜너가 유럽 주파수에 고정되어 있고 EU 지침에 따라 볼륨이 제한된다. 펌웨어 v1.29에서 도입된 동영상 아이콘 및 모드도 유럽의 라이선스 문제로 인해 사용할 수 없다. 이 펌웨어는 버전 번호 뒤에 E가 붙는다. 이 펌웨어는 오스트레일리아와 뉴질랜드에서도 제공된다.
- 한국 - FM 라디오 주파수를 유럽, 한국, 일본 또는 아메리카 표준 중에서 선택할 수 있다. 볼륨 제한은 없다. 이 펌웨어는 버전 번호 뒤에 K가 붙는다.
- 일본 - 한국과 동일하지만 일본 튜너 지역이 기본값이다. 이 펌웨어는 버전 번호 뒤에 J가 붙는다.
- 아메리카 - WMA DRM 보호 음악을 재생할 수 있다. 이 펌웨어는 v1.02 이후 두 번 업데이트 되었으며 (v1.03, v1.04) 동영상 지원은 없다. 또한 US 펌웨어를 다른 펌웨어로 (플레이어에 포함된 v1.03 제외) 업그레이드하면 DRM 기능이 영구적으로 손실된다.

### 버전 역사
시간에 따라 다양한 펌웨어 버전이 있었다.
국제
이 펌웨어는 유럽, 한국 및 일본 펌웨어 버전에 적용된다.
- 1.02: 플레이어 출시 당시 처음으로 만들어진 "표준" 펌웨어
- 1.07: 새 플레이어에만 제공
- 1.08: 새 플레이어에만 제공
- 1.20: 동영상 재생 지원 추가
- 1.25: 동영상 개선 (빨리 감기 및 되감기 추가) 및 배터리 수명에 상당한 영향을 미치는 버그 도입
- 1.27: 배터리 버그 수정 및 동영상 개선
- 1.28: 시계 및 WAV 재생 추가. "텍스트" 모드에서 하위 폴더 사용 및 재생 속도 추가. 리모컨 사용 시 더 이상 플레이어 백라이트가 켜지지 않음. USB-OTG를 통해 복사된 파일의 날짜를 올바르게 보존하는 최초 버전
- 1.29: 2005년 11월 출시 – 동영상 아이콘 및 모드, JPEG 썸네일, 히브리어/그리스어 태그, 24시간 시계, 재생 목록 재생 재개 및 진정한 셔플 버그 수정, 리모컨 백라이트 관련 버그 수정 포함. 한국어 펌웨어는 제어판에 기본 언어가 한국어로 설정된다.
- 1.30: 2005년 12월 출시 – 이 릴리스는 유럽 펌웨어 전용이다. 유럽의 라이선스 문제로 인해 1.29 릴리스에서 추가된 동영상 아이콘 및 모드가 제거되었다.
- 1.31: 2006년 11월 20일 출시 – 퀵리스트(재생 목록) 및 게임(지뢰 찾기) 추가. 다른 추가 사항이나 버그 수정에 대한 언급은 없다. (UMS 전용, US MTP 플레이어는 아님)

아메리카
이 펌웨어는 아메리카 버전 펌웨어에만 적용된다.
- 1.02: 새 플레이어에만 제공
- 1.03: 새 플레이어에만 제공
- 1.04: 2005년 11월 출시 - .WAV 재생, 조정 가능한 재생 속도, JPEG 썸네일, 히브리어/그리스어 태그, 재생 목록 재생 재개, 하위 폴더 텍스트 지원, 진정한 셔플 및 버그 수정 지원. 이것이 아메리카 펌웨어를 업그레이드할 수 있는 첫 번째 버전이다.

### 사용자 지정

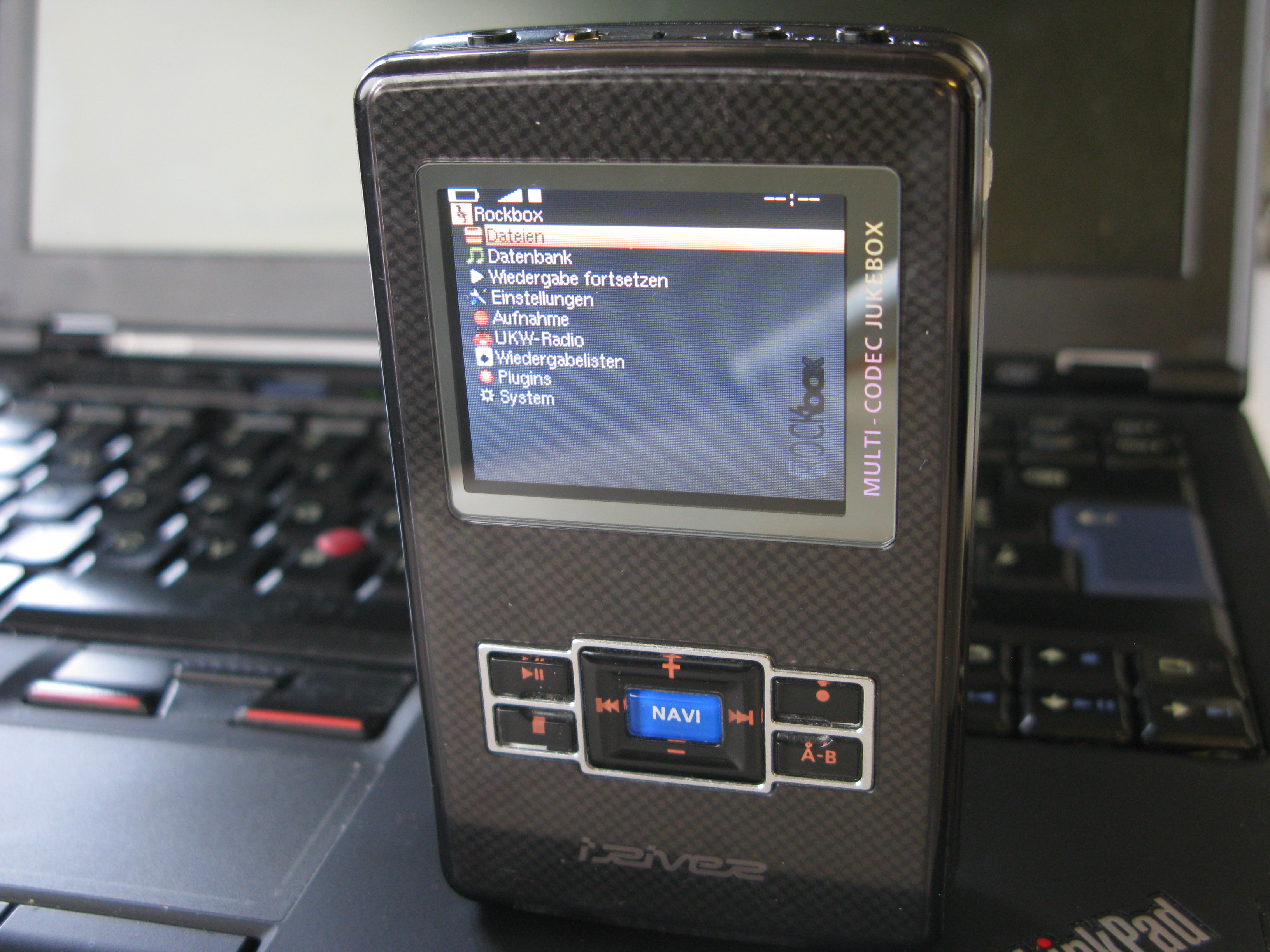
락박스를 실행 중인 아이리버 H320

H300 시리즈는 대체 오픈 소스 펌웨어인 락박스를 실행할 수 있다.